# OG Maco

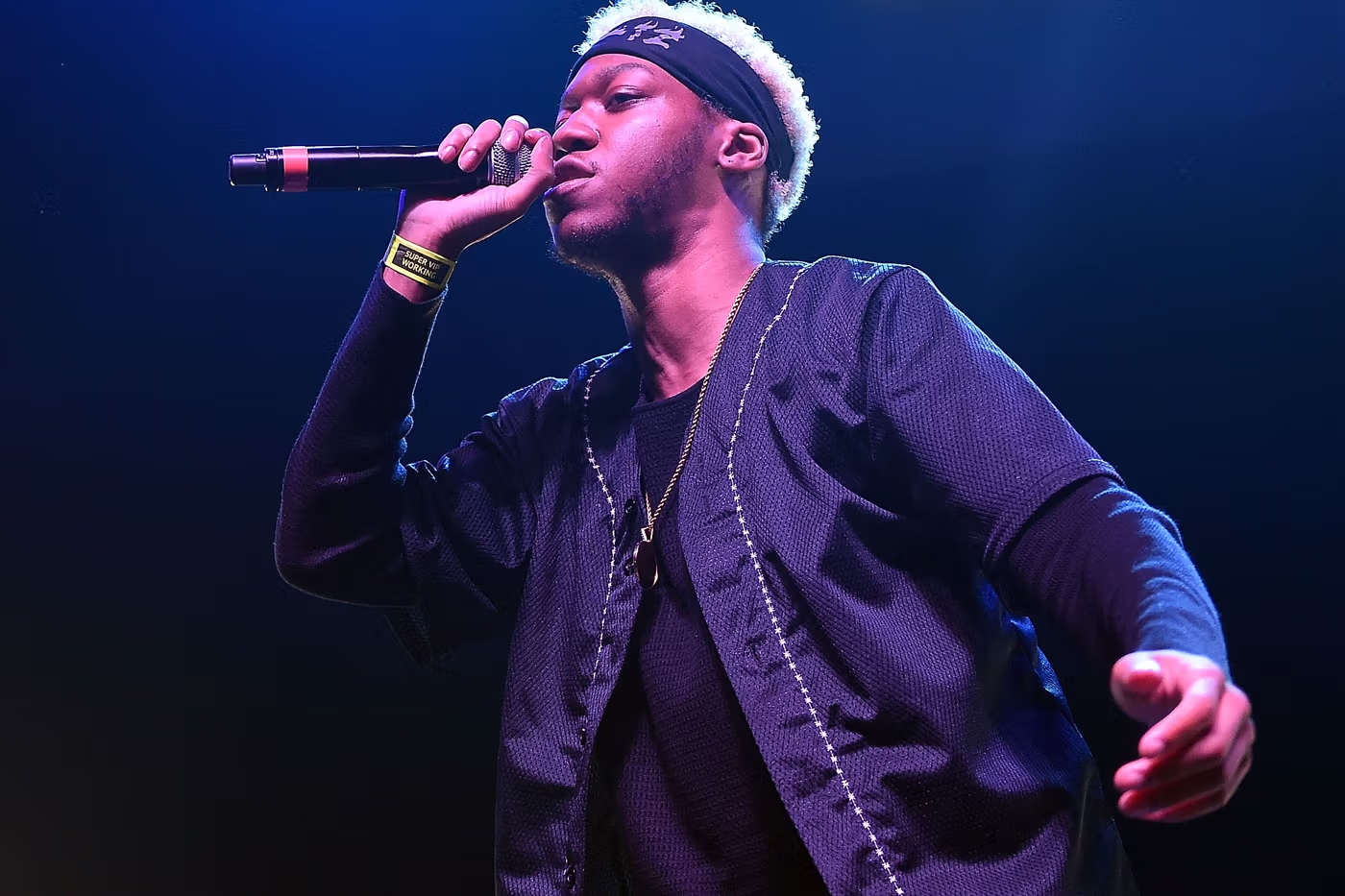
OG Maco (2014)

Benedict Chiajulam Ihesiba Jr. (* 23. April 1992 in College Park, Georgia; † 26. Dezember 2024 in Los Angeles), auch bekannt unter seinen Künstlernamen OG Maco, Maco Mattox und OGG, war ein US-amerikanischer Rapper, der bei den Labels Motown und Capitol Records sowie bei dem Independent-Label Quality Control Music unter Vertrag stand. Bekanntheit erlangte er im August 2014 mit seiner Single U Guessed It, die hauptsächlich über das soziale Netzwerk Vine verbreitet und auf dem Videoportal YouTube millionenfach aufgerufen wurde.

## Leben

### Musikkarriere
OG Maco gründete in seiner Jugendzeit zusammen mit Freunden eine Hardcore-Punk-Band namens Dr. Doctor, in der er als Gitarrist und Sänger mitwirkte. So verwendet er auch Elemente von Trap und Punk-Rock in seinen Rapsongs. Auffälligste Merkmale sind dabei aggressives Schreien oder auch dynamische Wechsel von Geflüster und Geschrei, sogenanntes whisper-to-a-scream. Zu seinen Inspirationen zählten, seinen Angaben nach, unter anderem 2Pac, Kid Cudi, Curren$y, Ludacris, Coolio, Black Sabbath, The Devil Wears Prada, Emarosa und Yes.
Erstes Aufsehen in der Musikszene von Atlanta erlangte OG Maco Anfang 2014, als sich das Lied Road Running von seinem Ende 2013 veröffentlichten Debüt-Mixtape Live Life zu einem Hit in den regionalen Clubs entwickelte.
Sein Durchbruch gelang ihm mit der Single U Guessed It. Eigenen Angaben nach entstand der Song, als er spätnachts, betrunken und mit schlechter Laune von der Bar Hooters ins Studio zurückgekehrt war. Aus seiner Wut auf den eigenen Produzenten resultierte der aggressive Freestyle, den sein Produzent aufnahm. Mattox realisierte die Aufnahmen erst am darauffolgenden Tag. Die Single wurde am 28. August 2014 veröffentlicht. In dem dazugehörigen Musikvideo, das Mattox mit Crewmitgliedern und Freunden, darunter auch Rome Fortune, spontan in der Nacht nach Auftritten auf dem Trillectro Music Festival 2014 drehten, eskalieren sie in einem Hotel:

“Started on a floor, went around, fucked that floor up. Went up a floor, poured everything into the elevator going up, fucked the floor up above us. Recorded everything on that floor, fucked the floor up coming back down. I slid off and the cops were right there. I was like, ‘Fuck you, fuck you, fuck you.’ They’re like, ‘We’re obviously cops,’ but I obviously didn’t give a fuck. Like, I had just had the most amazing day of my life — I never performed at Trillectro, I had crowds that was just ready for me, shit like that. So I was just feelin’ on top of the world!”

Der Erfolg der Single ermöglichte Maco Mattox einen Vertrag bei dem jungen Indie-Label Quality Control Music, das vor allem aufstrebende Künstler aus Atlanta betreut. Er selbst gab in einem Interview mit dem New Yorker Magazin The Fader an, dass er die Single U Guessed It gar nicht mögen würde und nannte es „the stupidest song [he] ever made“ (Maco mattox: The FADER)

### Gesundheitliche Probleme und Tod
Am 28. Juli 2016 war Mattox in einen schweren Autounfall verwickelt und erlitt mehrere Schädelfrakturen, gebrochene Wirbel, eine gebrochene Augenhöhle und verlor fast sein rechtes Auge.
Im Jahr 2019 wurde bei ihm eine nekrotisierende Fasziitis im Bereich des Gesichts und  der Kopfhaut diagnostiziert, die durch einen unzureichend behandelten kleinen Hautausschlag verursacht worden war und die großflächige Entstellungen im Gesicht verursachte. Er kämpfte aufgrund der Krankheit mit Depressionen.
Am 12. Dezember 2024 wurde er nach einer selbst zugefügten Schusswunde am Kopf ins Krankenhaus eingeliefert. Er lag zwei Wochen im Koma, bevor er am 26. Dezember 2024 an seinen Verletzungen starb. OG Maco wurde 32 Jahre alt.

## Diskografie

### EPs
- 2014: OG Maco
- 2014: Breathe
- 2015: Yep (mit Rome Fortune)
- 2015: I Made This Shit Before „U Guessed It“
- 2015: OG Danco (mit Curtis Williams)
- 2015: 10 Moons 2 (als Maco Mattox)

### Mixtapes
- 2013: Live Life (als Maco Mattox)
- 2014: Give Em Hell (mit Key!)
- 2014: Live Life 2
- 2015: 15

### Singles
- 2014: U Guessed It (mit Key!)
- 2014: U Guessed It (Remix) (mit 2 Chainz)
- 2014: How We Planned It (mit Skippa da Flippa)
- 2015: Fu*kemx3 (mit Migos)
- 2015: Night Like This (Remix) (mit Wiz Khalifa)
- 2015: Mirror Mirror (mit Kushy Stash)